# Peter Thomäus
Peter Thomäus (* 1. Hälfte des 16. Jahrhunderts in Senftenberg; † 1588 in Meißen) war ein deutscher Professor der Dialektik.

## Leben
Thomäus studierte an der Universität Leipzig unter anderem Theologie. 1544 erlangte er die Magisterwürde und wurde Professor der Dialektik an dieser Universität. In seiner Funktion als Professor an der philosophischen Fakultät übertrug man Thomäus 1550 das Rektorat der Leipziger Hochschule. 
1553 wurde Peter Thomäus an die fürstliche Landesschule St. Afra nach Meißen berufen und erhielt die Stelle eines Konrektors. Er unterrichtete neben den Sprachen Griechisch, Latein und Hebräisch die Naturwissenschaften Mathematik, Erdkunde und Astronomie. 
Wegen Altersschwäche wurde Thomäus 1588 in den Ruhestand versetzt. Im selben Jahr starb er in Meißen.